# Castelo de Killymoon
O Castelo de Killymoon é um castelo localizado a 1,6 km no sentido sul-leste de Cookstown, Condado de Tyrone, Irlanda do Norte. Um campo de golfe de 18 buracos nos últimos anos foi construído no parque, onde torneios britânicos foram realizados.

## História
O castelo original de Killymoon, construído em 1671 foi incendiada em 1801. Uma versão maior em 1803 foi restaurada projetada por John Nash. É uma estrutura assimétrica com duas torres redondas e quadradas com interiores neogóticos.